# Rapfenschutzgebiet Hamburger Stromelbe
Rapfenschutzgebiet Hamburger Stromelbe este o arie protejată (sit de importanță comunitară — SCI) din Germania întinsă pe o suprafață de 340 ha, integral pe uscat.

## Localizare
Centrul sitului Rapfenschutzgebiet Hamburger Stromelbe este situat la coordonatele 53°33′24″N 9°47′31″E / 53.5567°N 9.7919°E.

## Înființare
Situl Rapfenschutzgebiet Hamburger Stromelbe a fost declarat sit de importanță comunitară în februarie 2006 pentru a proteja 7 specii de animale.

## Biodiversitate
Situată în ecoregiunea atlantică, aria protejată nu include niciun habitat protejat.
La baza desemnării sitului se află mai multe specii protejate:
- mamifere (1): marsuin (Phocoena phocoena)
- pești (6): Alosa fallax, avat (Aspius aspius), Coregonus oxyrhynchus, Lampetra fluviatilis, Petromyzon marinus, somonul (Salmo salar)